# Belmore Falls
Belmore Falls är ett vattenfall i Australien. Det ligger i delstaten New South Wales, i den sydöstra delen av landet, omkring 110 kilometer sydväst om delstatshuvudstaden Sydney.
Närmaste större samhälle är Calderwood, omkring 17 kilometer nordost om Belmore Falls.
I omgivningarna runt Belmore Falls växer i huvudsak städsegrön lövskog. Runt Belmore Falls är det ganska tätbefolkat, med 72 invånare per kvadratkilometer. Genomsnittlig årsnederbörd är 1 352 millimeter. Den regnigaste månaden är februari, med i genomsnitt 211 mm nederbörd, och den torraste är juli, med 36 mm nederbörd.